# مارثا بايارد ستيفنز
مارثا بايارد ستيفنز (بالإنجليزية: Martha Bayard Stevens)‏ هي فاعلة خير أمريكية، ولدت في 15 مايو 1831 في برينستون في الولايات المتحدة، وتوفيت في 1 أبريل 1899 في هوبوكين في الولايات المتحدة.